# Brygada „Wostok”

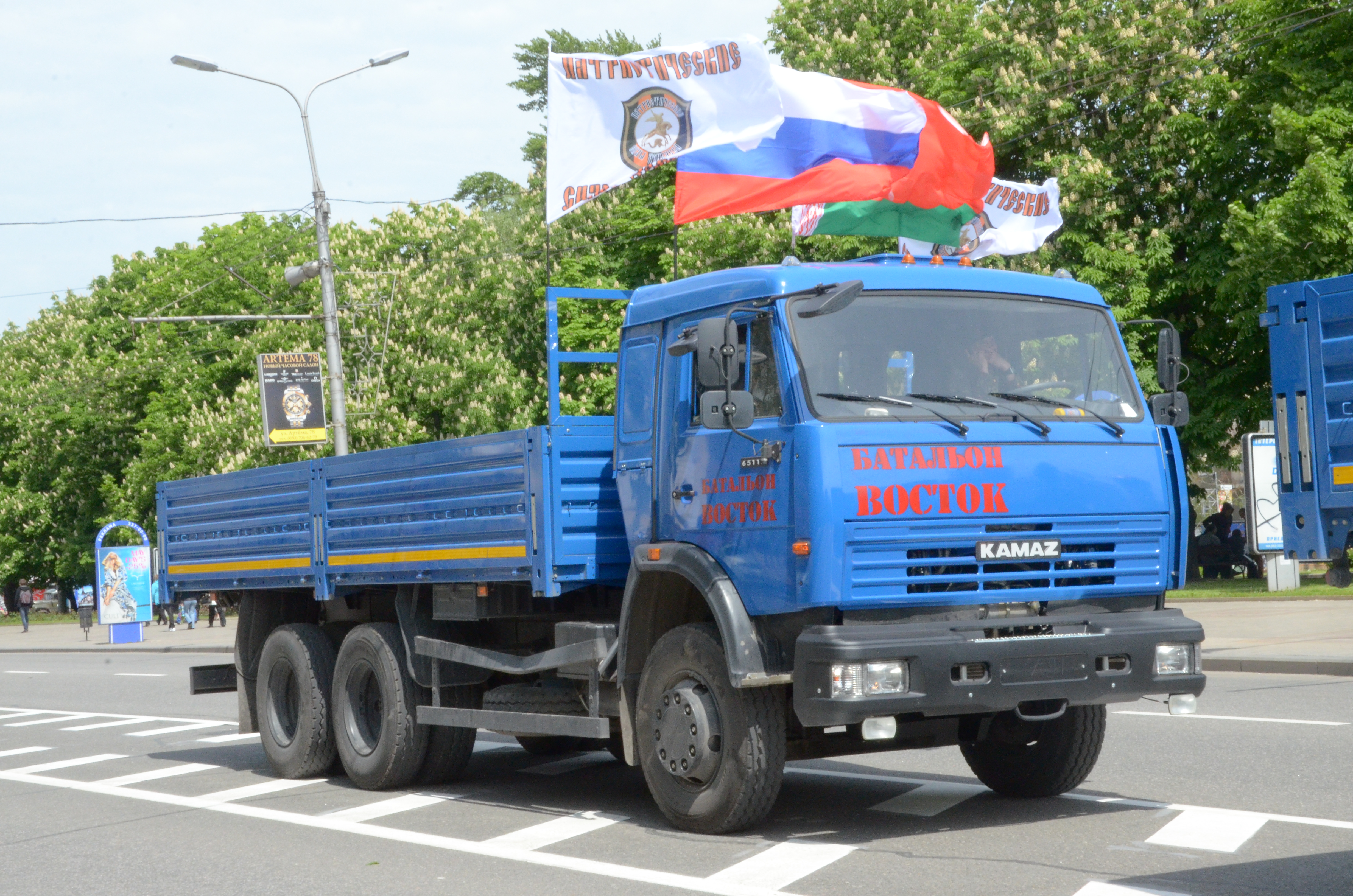
Pierwsze ciężarówki kamaz batalionu „Wostok”

Brygada „Wostok” (ros. Бригада «Восток»), wcześniej batalion „Wostok” (ros. Батальон «Восток») – separatystyczne rosyjskie ugrupowanie zbrojne stworzone przez byłego dowódcę oddziału „A” (Alfa) Służby Bezpieczeństwa Ukrainy Aleksandra Chodakowskiego. Oddział składa się m.in. z byłych członków tej jednostki, członków Berkutu, lokalnych mieszkańców, a także żołnierzy-ochotników z Rosji. Wedle źródeł ukraińskiej SBU jest natomiast częścią 1 Korpusu Armijnego Federacji Rosyjskiej. Uważana przez Radę Unii Europejskiej za ugrupowanie nielegalne. 

## Historia
9 maja 2014 w Doniecku pojawili się uzbrojeni ludzie, którzy podróżowali dwiema niebieskimi ciężarówkami marki KAMAZ z inskrypcjami batalion „Wostok”.
20 maja kolejna grupa bojowników przybyła do Doniecka m.in. autobusami i w BTR-ach. 26 maja usiłowali oni zająć lotnisko w Doniecku, jednak ich dwie ciężarówki zostały zniszczone w rejonie mostu Putuiłowskiego. Do 9 lipca wraz z batalionem „Opłot” kontrolowali Donieck, Śnieżne i Szachtarsk, a do 9 sierpnia Sawur-Mohyłę. 9 lipca Aleksandr Chodakowski wszedł w konflikt z Igorem Girkinem „Striełkowem”, w wyniku czego część batalionu przeszła pod dowództwo „Striełkowa”.  
Brygada prowadziła walki z ukraińskimi siłami rządowymi we wschodniej Ukrainie, przez co zagrażała stabilności i bezpieczeństwu Ukrainy. W związku z aktywną realizacją działań podważających integralność terytorialną, suwerenność i niezależność Ukrainy członkowie ugrupowania zostali obłożeni sankcjami przez Unię Europejską, polegającymi na zakazie wjazdu na jej teren i zamrożeniu ich środków finansowych oraz zasobów gospodarczych.
Ugrupowanie uważane jest za jedno z najważniejszych we wschodniej Ukrainie.